# 福建省发展和改革委员会
福建省发展和改革委员会（简称福建省发展和改革委、福建省发改委），是福建省人民政府主要负责国民经济规划、统筹全省经济社会发展、协调推进经济社会事业领域改革的工作部门。

## 历史沿革
1950年10月3日，中央人民政府政务院批准建立福建省财政经济委员会，兼管计划管理工作。其中，福建省财政经济委员会综合计划处负责主管全省经济全面综合计划工作。1953年2月，中共中央发出《关于建立计划机构的通知》。1953年5月，福建省财政经济委员会综合计划处改组为福建省财政经济委员会计划局。1954年2月6日，中共中央办公厅下发《关于建立与充实各级计划机构的指示》。1954年3月18日，福建省财政经济委员会向中共福建省委组织部提出《关于建立本省计划委员会机构、编制的报告》，要求在福建省财政经济委员会计划局基础上成立福建省计划委员会，人员从原有35人增编至83人。6月5日，福建省人民政府确定福建省人民政府计划委员会编制员额为75人。1959年3月31日，福建省人民委员会发文通知，根据国务院3月20日批复，将福建省计划委员会与福建省经济委员会合并为福建省计划经济委员会。同年8月1日，福建省人民委员会发文通知，经国务院7月16日批复同意，福建省计划经济委员会分设为福建省计划委员会和福建省经济委员会。1961年4月1日，根据3月18日中共中央同意，3月28日省委通知决定，福建省计划委员会、福建省经济委员会、福建省基本建设委员会合并成立福建省计划经济委员会。1962年8月福建省计划经济委员会报请福建省人民委员会批准，1962年10月16日国务院批复同意，福建省计划经济委员会改设为福建省计划委员会。1966年文化大革命开始后，福建省计划委员会机关工作秩序被打乱。1967年1月，造反派开始夺权，全省计划业务工作处于瘫痪状态。1967年3月24日，中国人民解放军福建省军区成立计划、工交领导小组办公室，下辖省计委、经委、建委办公室，负责处理日常工作。1968年8月，福建省革命委员会成立后，原福建省计划委员会的计划工作归福建省革命委员会生产指挥部领导。1972年9月28日，福建省革命委员会通知，从10月21日起，福建省革命委员会生产指挥部更名为福建省革命委员会计划委员会。1980年1月17日，福建省革命委员会批复，恢复福建省物价委员会，与计划委员会合署办公。同月，恢复福建省人民政府，福建省革命委员会计划委员会恢复为福建省计划委员会。2000年4月5日，中共福建省委、福建省人民政府决定，福建省计划委员会更名为福建省发展计划委员会。2004年2月14日，中共福建省委、福建省人民政府决定，福建省发展计划委员会更名为福建省发展和改革委员会。

## 机构设置

### 内设机构
- 办公室
- 综合处
- 政策法规处（福建省公共资源交易管理办公室）
- 发展规划处
- 体制改革处
- 固定资产投资处
- 农村经济处
- 交通发展处
- 能源综合处
- 电力处
- 煤炭油气处
- 新能源和可再生能源处
- 高技术产业发展处
- 工业发展处
- 服务业发展处
- 对外经济处
- 区域经济处
- 社会发展处
- 海洋经济处
- 资源节约和生态环境处
- 经济运行处
- 价格处
- 价格成本监审处
- 重点项目综合管理处
- 重大基础设施项目协调处
- 重大产业和民生项目协调处
- 评估监管处
- 营商环境与信用建设处
- 经济技术协作处（福建省人民政府对口支援办公室）
- 项目联络处（福建省人民政府驻北京办事处项目处）
- 人事处
- 机关党委
- 离退休干部工作处

### 归口管理和管理单位
- 福建省政府投资项目评审中心
- 福建省创新研究院
- 福建省数字福建建设领导小组办公室
- 福建省粮食和物资储备局
- 福建省经济信息中心
- 福建省铁路建设发展中心
- 福建省民营经济发展促进中心（福建省公共资源交易中心）
- 福建省经济研究室
- 福建省能源发展中心
- 福建省价格监测中心
- 福建省价格研究所
- 福建省价格认定中心
- 福建省数字经济发展促进中心

## 历任正职领导
- 申平（1953年4月－1953年12月）
- 曾镜冰（1954年10月－1955年3月）
- 许亚（1955年4月－1956年9月）
- 石林（1956年10月－1958年3月）
- 梁灵光（1958年4月－1959年1月）
- 许亚（1959年1月－1959年11月）
- 梁灵光（1959年11月－1965年7月）
- 许亚（1965年7月－1968年8月）
- 王炎（1972年8月－1977年12月）
- 毕际昌（1977年12月－1981年8月）
- 张遗（1981年8月－1982年2月）
- 胡平（1982年2月－1983年4月）
- 王一士（代理，1983年4月）
- 蔡宁林（1983年4月－1986年9月）
- 许开瑞（1986年12月－1990年7月）
- 余金满（1990年7月3日－1998年1月19日）
- 郑立中（1998年1月19日－2001年3月30日）
- 苏增添（2001年3月30日－2005年6月2日）
- 张志南（2005年7月29日－2010年4月）
- 郑栅洁（2010年5月－2015年2月）
- 魏克良（2015年3月31日－2018年7月26日）
- 张灿民（2018年7月26日－2021年10月22日）[3]
- 孟芊（2021年10月22日[4]－）